# Gstadt (Treuchtlingen)
Gstadt ist ein Gemeindeteil der Stadt Treuchtlingen im Landkreis Weißenburg-Gunzenhausen (Mittelfranken, Bayern). Gstadt liegt in der Gemarkung Treuchtlingen.

## Geographische Lage, Verkehr
Der Weiler Gstadt liegt nordöstlich von Treuchtlingen in einer dreieckigen Flur zwischen der Altmühl, der Bahnstrecke Treuchtlingen–Nürnberg und der Bahnstrecke Treuchtlingen–Würzburg. Von der Staatsstraße 2230 zweigt eine Gemeindeverbindungsstraße ab, die über die Bahnstrecke Treuchtlingen–Würzburg in den Gemeindeteil führt.

## Geschichte
Der Ortsname bedeutet „Siedlung am Gestade (der Altmühl)“. Gstadt wird erstmals 1311 urkundlich erwähnt, als Friedrich von Truhendingen Besitzungen zu „Stade“ dem Deutschen Orden in Ellingen schenkte. 1312 verkaufte Wirich von Truhendingen als weiteren Besitz zu Stade ein Gut an den Orden. 1504 gehörten vier Höfe dem Marschall von Pappenheim. 1514 kam ein Gütlein an des Reiches Almosen in Weißenburg in Bayern. Auch das Kloster Wülzburg hatte hier Besitz: 1545 zinsten ihm zwei Untertanen. 1596 gehörte „Gestadt“ zur Herrschaft des Veit Erbmarschall von Pappenheim zu Treuchtlingen. Am Ende des Alten Reiches bestand Gstadt aus sieben Anwesen. Es gehörte hochgerichtlich zum ansbachischen Oberamt Hohentrüdingen, niedergerichtlich zum Richteramt Wettelsheim und kirchlich zur evangelischen Gemeinde Wettelsheim. Abgabemäßig unterstanden ein Fischgut, zwei Selden und das Gemeindebrechhaus dem Richteramt Wettelsheim; zwei Halbhöfe zinsten an das Oberamt des Deutschen Ordens in Ellingen.
Im Königreich Bayern wurde 1808 Gstadt Teil des Steuerdistrikts Treuchtlingen. Mit dem Gemeindeedikt von 1818 wurde Gstadt Teil der Ruralgemeinde Wettelsheim, kam aber 1824 wieder an Treuchtlingen zurück.
1984 bestand der Gemeindeteil aus zwei landwirtschaftlichen Betrieben, einer Viehhandlung, drei Wohnhäusern, einer Gaststätte und einem Gebäude des Technischen Hilfswerks. Als Denkmal gilt der Bauernhof mit der Hausnummer 5, ein 1884 errichtetes Wohnstallhaus in Jura-Bauweise.
1824 wohnten in sieben Anwesen 32, 1950 in acht Anwesen 70 und 1987 22 Personen.